# Права человека в Уругвае
Республика Уругвай расположена в Южной Америке, между Аргентиной, Бразилией и южной частью Атлантического океана, население составляет 3 332 972 человека. Уругвай получил независимость и суверенитет от Испании в 1828 году и имеет полный контроль над своими внутренними и внешними делами. С 1973 по 1985 год Уругвай находился под властью военно-гражданской диктатуры, которая совершала многочисленные нарушения прав человека.
Уругвай в целом привержен делу поощрения и защиты прав человека; ситуация с правозащитой здесь одна из лучших в Южной Америке. Однако проблемы остаются, в том числе бесчеловечные условия содержания в тюрьмах, правосудие в отношении преступлений, совершённых в результате диктатуры, и дискриминация в отношении женщин.

## Правовые рамки

### Международные обязательства
Уругвай подписал и ратифицировал большинство международных договоров по правам человека без оговорок, в том числе:
- Международный пакт о гражданских и политических правах
- Международный пакт об экономических, социальных и культурных правах
- Международную конвенцию о ликвидации всех форм расовой дискриминации
- Конвенцию о ликвидации всех форм дискриминации в отношении женщин
- Конвенцию против пыток

Уругвай также ратифицировал оба Факультативных протокола к Международному пакту о гражданских и политических правах. Уругвай сделал одну общую оговорку/заявление в отношении пунктов 2–3 статьи 38 Конвенции о правах ребёнка, которая касается участия юношей в вооружённых конфликтах.
Уругвай подлежит процессу универсального периодического обзора, поскольку он является государством-членом Организации Объединённых Наций. Он завершил два раунда универсального периодического обзора, последний в 2013 году. Уругвай признал юрисдикцию Межамериканского суда по правам человека в качестве члена Организации американских государств.

### Национальные институты
В 2008 году было создано Национальное учреждение по правам человека для «защиты, поощрения и охраны» прав человека в Уругвае. Агентство консультирует по вопросам подписания и ратификации международных договоров, внедрения практики защиты прав человека и расследования нарушений прав человека. Существуют различные другие учреждения для продвижения прав человека в определённых областях управления, такие как:
- Офис парламентского уполномоченного по пенитенциарной системе
- Офис омбудсмена
- Совет по правам человека Министерства образования и культуры
- Консультативное бюро по правам человека судебной власти Уругвая

Комиссия по борьбе с расизмом, ксенофобией и всеми формами дискриминации была создана в 2007 году, однако с 2010 года у неё не было выделенного бюджета, а срок полномочий её членов истёк.

### Конституция
Конституция Уругвая устанавливает положения об управлении Уругваем. Конституция Уругвая является высшим законом, и в соответствии со статьёй 256 Верховный суд может объявлять законы неконституционными. Конституция определяет полномочия и функции исполнительной, законодательной и судебной ветвей власти. В частности, она предоставляет всем людям равенство перед законом, а в Разделе 2 конкретно признаётся ряд фундаментальных прав. Статья 72 гласит, что перечисленные права не являются исчерпывающими и включают в себя другие права, «присущие людям или вытекающие из республиканской формы правления». В статье 332 также говорится, что не имеет значения, если не существует конкретного регулирования индивидуальных прав, провозглашённых в Конституции, поскольку общие принципы справедливости аналогичны.

## Вопросы прав человека

### Право на жизнь
В Уругвае отменили смертную казнь.

### Свобода выражения
Свобода слова гарантирована Конституцией. Она включает в себя все методы распространения, в том числе свободу печати. Правительство в целом соблюдает эти права. В 2012 году правительство постановило, что цифровое телевидение будет бесплатным и неограниченным на всей территории Уругвая. В 2014 году правозащитные группы приветствовали принятие Закона об услугах аудиовизуальной связи как образец свободы выражения мнений в Латинской Америке. Специальный докладчик Межамериканской комиссии по правам человека по вопросу о свободе выражения мнений отметил, что время от времени имеют место случаи насилия и запугивания журналистов, такие как нападение полиции на Луиса Диаса в 2011 году в Сальто.

### Свобода религии
Конституция Уругвая гарантирует свободу вероисповедания и провозглашает, что государство не поддерживает какую-либо конкретную религию. Есть мнение, что Уругвай идёт дальше простого нейтралитета и на самом деле поддерживает светский фундаментализм. Религиозное образование не предоставляется и запрещено в государственных школах и рассматривается государством как частная практика. Государство ассимилировало традиционные религиозные праздники и переименовало их по светскому принципу (например, Пасха как «Неделя туризма»).

### Избирательные права
Конституция Уругвая устанавливает выборную демократическую республику. Законодательная власть принадлежит двухпалатному Генеральному собранию, а исполнительная власть представлена президентом и назначаемым кабинетом. Каждый избирается на пятилетний срок всеобщим голосованием. Неграждане, проживающие в Уругвае не менее 15 лет и владеющие капиталом в стране, могут голосовать. Генеральная ассамблея избирается по закрытым спискам пропорционального представительства, а президент — путём мажоритарного тура.
Уругвай также предоставляет систему народных референдумов. Этот метод прямой демократии позволяет гражданам ратифицировать парламентские реформы, требовать отмены законов и принимать новые законы по предложению народа.
Уругвай имеет сильное антикоррупционное законодательство, в частности Закон о прозрачности (Law Cristal), который вводит уголовную ответственность за ряд действий государственных должностных лиц, таких как отмывание государственных средств. Кроме того, Уругвай ввёл гендерные квоты для избирательных циклов, требуя равного представительства в окончательных списках кандидатов.

### Свобода от пыток и жестокого, унижающего достоинство и бесчеловечного обращения
Уругвай подписал основные международные договоры, запрещающие акты пыток, такие как Конвенция против пыток и Международный пакт о гражданских и политических правах, включая Факультативные протоколы к этим документам, в которых признаётся юрисдикция Комитета ООН по правам человека и Комитета против пыток в отношении получения и рассмотрения жалоб о пытках и бесчеловечном обращении. Конституция не содержит чёткого положения о свободе от пыток, но даёт право на жизнь, свободу, безопасность и собственность. Уголовный кодекс содержит положения, предусматривающие уголовную ответственность за злоупотребление властью государственными должностными лицами в пенитенциарной системе, а статья 22.1 Закона о сотрудничестве с Международным уголовным судом в вопросах борьбы с геноцидом, военными преступлениями и преступлениями против человечности предусматривает уголовную ответственность за пытки со стороны любого представителя государства, включая жестокое, бесчеловечное и унижающее достоинство обращение. Однако Специальный докладчик по вопросу о пытках отметил, что этот закон вряд ли будет применяться в отношении отдельных преступлений, а скорее относится к группе преступлений против человечности, и призвал к реформе, чтобы изменить это положение.
Пытки не являются систематической проблемой, однако полиция и другие органы иногда нарушают права заключённых. Имеются сообщения об избиениях и чрезмерном применении силы со стороны полиции и тюремного персонала. Специальный докладчик отметил, что условия содержания в тюрьмах представляют собой проблему и равносильны жестокому, унижающему достоинство и бесчеловечному обращению. Тюремные помещения в Уругвае в 2013 году были заполнены на 125%, и Специальный докладчик установил, что условия содержания «оскорбляют человеческое достоинство». Выяснилось, что у заключённых был ограниченный доступ к воде, туалетам, медицинскому обслуживанию, им не хватало места для сна, и им разрешалось выходить из камер только на четыре часа в неделю. Эти условия не были единообразными во всех тюрьмах, некоторые заключённые с более высоким экономическим и социальным статусом пользовались гораздо лучшими условиями.
Специальный докладчик установил, что почти все проблемы были результатом несовершенной программы уголовного правосудия. Широкое использование предварительного заключения и медлительность судебной системы привели к переполненности, а также смешению лиц, находящихся в предварительном заключении, и осуждённых, что является нарушением презумпции невиновности. Сообщается, что 68% всех заключённых ожидают суда.
Уругвай добился прогресса после визита Специального докладчика. Закон о чрезвычайных тюрьмах предоставил больше средств для тюрем и позволяет содержать заключённых в военных учреждениях, чтобы уменьшить переполненность тюремных помещений. В ходе своего последующего визита Специальный докладчик обнаружил улучшения в некоторых пенитенциарных учреждениях и реформе системы пенитенциарного надзора, но вновь призвал правительство продолжать проведение комплексной реформы уголовного правосудия.

### Доступ к правосудию/безнаказанность

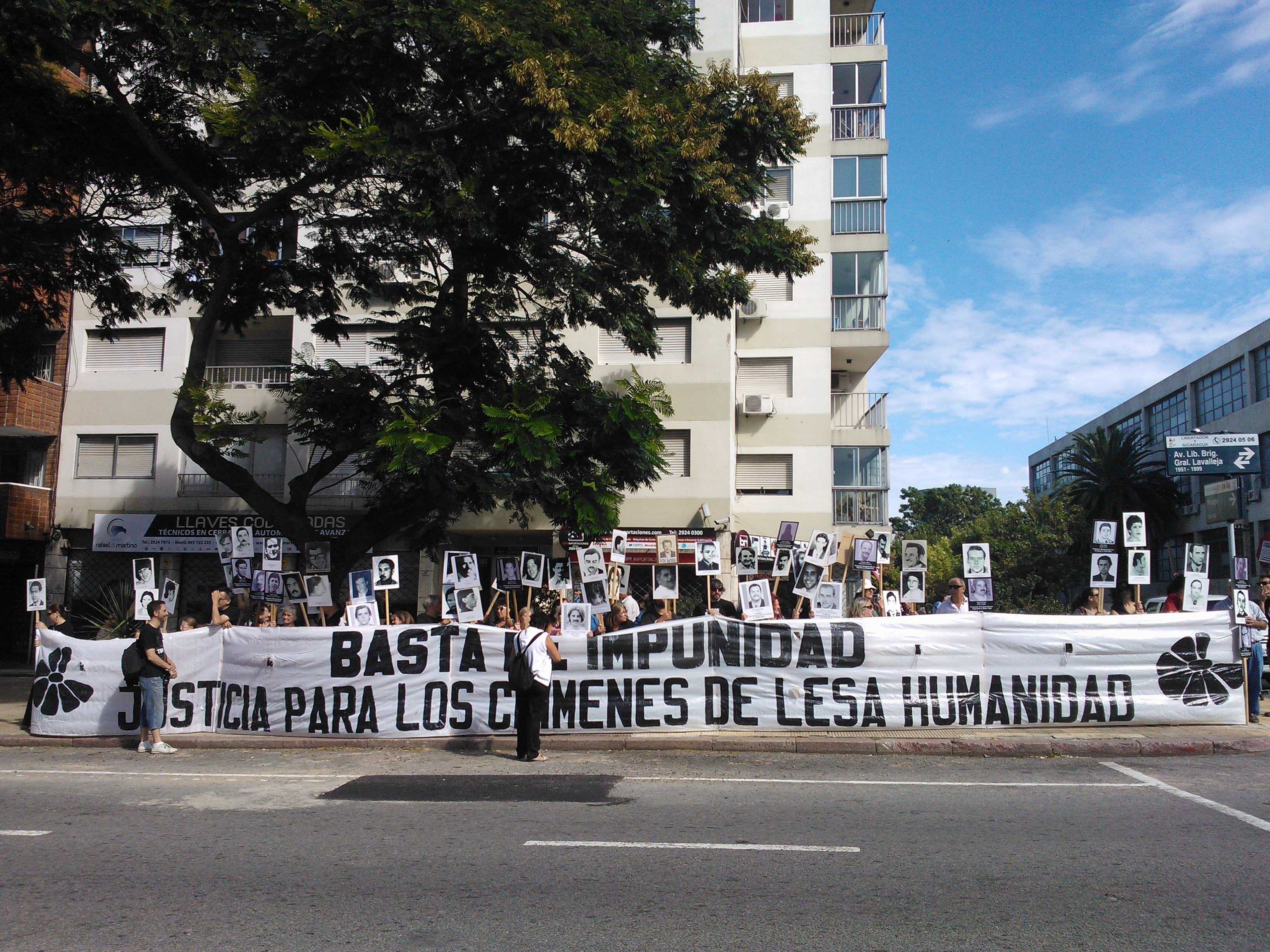
Демонстрация по проблеме исчезнувших людей в Уругвае

С 1973 по 1985 год в Уругвае правила военная диктатура. За это время был совершён ряд нарушений прав человека, включая применение пыток, незаконных задержаний и насильственных исчезновений. Чтобы предотвратить новый переворот, когда демократия была восстановлена в Уругвае, правительство приняло Ley de Caducidad de la Pretensión Punitiva del Estado или Закон об амнистии/истечении срока действия в 1986 году, который защитил военных и полицию от судебного преследования за преступления, совершённые во время диктатуры. Статья 4 Закона аннулировала право судебной власти расследовать злоупотребления в пользу исполнительного контроля. Судебные органы по-прежнему рассматривали дела, чтобы заставить правительство использовать свои полномочия по статье 4, и громкие дела, такие как дело Елены Кинтерос, дошли до рассмотрения. Президент Васкес открыл дела, имевшие место до переворота, для расследования. К 2011 году Верховный суд признал Закон об истечении срока действия неконституционным в трёх отдельных случаях. Давление со стороны решения Межамериканского суда по правам человека по делу Гельман против Уругвая привело к отмене Закона об истечении срока действия в 2011 году с принятием Закона № 18.831.
Однако недавние события продолжали подрывать доступ к правосудию для жертв диктатуры и вновь угрожали несоблюдением международных стандартов в области прав человека. В 2013 году Верховный суд признал Закон № 18.831 неконституционным, поскольку срок давности должен применяться к периоду диктатуры и что преступления, совершённые в это время, не должны квалифицироваться как преступления против человечности. Решение относилось только к конкретному делу, но свидетельствует о сохраняющемся нежелании восстановить справедливость. Amnesty International обнаружила, что с момента принятия решения о привлечении к ответственности виновных не было достигнуто большого прогресса. Комитет по насильственным исчезновениям отметил в своём отчёте за 2013 год, что решение Верховного суда объявило лиц, пропавших без вести более 30 лет, признанными мёртвыми, и что речь идет об убийстве, что притупляет усилия по расследованию насильственных исчезновений.

### Права женщин
По закону женщины имеют равные права. Гендерное равенство закреплено в ряде законов, таких как:
- Закон № 16045 о запрете дискриминации на рабочем месте.
- Статья 321 Уголовного кодекса квалифицирует насилие в семье как отдельное правонарушение.
- Закон 17823, который даёт несовершеннолетним право на обращение на условиях равенства.
- Закон № 17817 касается расизма и всех форм дискриминации.

Насилие в отношении женщин также является проблемой, и Специальный докладчик ООН по пыткам отметил, что ответ государства был неадекватным, особенно его невыполнение Плана действий по борьбе с домашним насилием. Группы по защите прав человека также отметили рост числа жалоб на насилие в семье, а государственные программы не смогли снизить количество смертей среди женщин.
В 2012 году был декриминализован аборт, однако существуют препятствия для доступа к процедуре, такие как обязательное пятидневное ожидание и проверка экспертной комиссией. С 2004 года в Уругвае значительно увеличилось количество служб планирования семьи.
Несмотря на правовые положения, в некоторых случаях женщинам по-прежнему приходится сталкиваться с неравенством, например, в сфере занятости или заработной платы. Создание Национального института женщин и План равных возможностей муниципального правительства Монтевидео помогают добиться прогресса в этой сфере.